# Омский (Красноярский край)
О́мский — посёлок в Пировском районе Красноярского края. Входит в состав Кетского сельсовета.

## География
Посёлок находится на расстоянии примерно 21 км (по прямой) к юго-западу от села Пировское, административного центра района.

### Климат
Климат в районе резко континентальный. Самый теплый месяц — июль, со средней температурой +17,8 °С, с абсолютным максимумом +34,6 °С. Самый холодный месяц — январь: средняя температура составляет –20,1 °С, абсолютный минимум –52,5 °С. 

## Население
| 2010 |
| ---- |
| 254  |

### Национальный состав
Согласно результатам переписи 2002 года, в национальной структуре населения русские составляли 79 % из 356 чел.